# Josh Pittman
Abdul Joshua Pittman, detto Josh (Winston-Salem, 14 luglio 1976), è un ex cestista statunitense, professionista in Europa e in Sudamerica.